# 丹尼尔·托马斯·麦卡蒂
丹尼尔·托马斯·麦卡蒂（Daniel T. McCarty，1912年1月18日—1953年9月28日），曾任第31任美国佛罗里达州州长。

## 早期生活
丹尼尔·麦卡蒂出身于佛罗里达州匹尔斯堡，是当地一个显赫家族的儿子，居住在匹尔斯堡的镇中心。他在公立学校读书，大学就读于佛罗里达州立大学。在佛罗里达州立大学学习期间，他积极参与学生会。在他1934年大学毕业之后，麦卡蒂在自己的故乡匹尔斯堡养牛并且种柑橘。他与奥利佛·布朗·麦克卡迪结为连理并生育了3个孩子。第二次世界大战期间，他参加了美国陆军，并晋升为上校军衔，获得诸多奖励表彰并参与了在法国的战争。

## 政治生涯
丹尼尔·麦卡蒂1937年被选为佛罗里达州众议院议员，在1941年的时候，麦卡蒂当选佛罗里达州众议院议长。1948年，他所参加的民主党推荐他为佛罗里达州州长候选人。四年之后的1952年，他成功打败竞争对手赢得了州长选举。在他任职期间，他改革了由州政府引导的采购和雇佣行为，提高教师的工资，设立奖学金并且为教师提供培训，反对在沼泽地中勘探石油，并且制定了援助残疾人的公益计划。在1953年9月28日，因过度劳累导致心脏病发作在佛罗里达州塔拉哈西的任上逝世。在一个大型的葬礼之后，麦卡蒂被安葬在故乡匹尔斯堡的小河边。